# 義大利21歲以下國家足球隊
意大利21岁以下足球代表队（Nazionale di calcio dell'Italia Under-21，简称意大利U21）由義大利足球總會组织，参加每两年一度的欧洲U-21足球锦标赛。
早在七十年代意大利國家足球隊早已分拆出一個分支，稱意大利U23。後來在歐洲足協倡導下，重組成意大利U21。意大利U21青年隊是歐洲的傳統強隊，亦是贏得歐洲青年錦標賽冠軍的次數最多的一支球隊，共奪得5屆冠軍（1992年、1994年、1996年、2000年及2004年），並為成年隊輸出過大量的巨星。

## 歐青盃歷屆成績
| 年度   | 主辦國              | 冠軍     | 成績                                  |
| ------ | ------------------- | -------- | ------------------------------------- |
| 1978年 | 主客制              | 南斯拉夫 | 八強出局（1）                         |
| 1980年 | 主客制              | 蘇聯     | 八強出局（2）                         |
| 1982年 | 主客制              | 英格蘭   | 八強出局（3）                         |
| 1984年 | 主客制              | 英格蘭   | 四強出局（4）                         |
| 1986年 | 主客制              | 西班牙   | 亞軍（5）                             |
| 1988年 | 主客制              | 法國     | 八強出局（6）                         |
| 1990年 | 主客制              | 蘇聯     | 四強出局（7）                         |
| 1992年 | 主客制              | 義大利   | 冠軍（8）                             |
| 1994年 | 法國                | 義大利   | 冠軍（9）                             |
| 1996年 | 西班牙              | 義大利   | 冠軍（10）                            |
| 1998年 | 羅馬尼亞            | 西班牙   | 外圍賽出局                            |
| 2000年 | 斯洛伐克            | 義大利   | 冠軍（11）                            |
| 2002年 | 瑞士                | 捷克     | 四強出局（12）                        |
| 2004年 | 德国                | 義大利   | 冠軍（13）                            |
| 2006年 | 葡萄牙              | 荷蘭     | 分組賽出局（14）                      |
| 2007年 | 荷蘭                | 荷蘭     | 分組賽出局1（15）                     |
| 2009年 | 瑞典                | 德國     | 四強出局 （页面存档备份，存于）（16） |
| 2011年 | 丹麦                | 西班牙   | 外圍賽出局                            |
| 2013年 | 以色列              | 西班牙   | 亞軍（17）                            |
| 2015年 | 捷克                | 瑞典     | 分組賽出局（18）                      |
| 2017年 | 波蘭                | 德國     | 四強出局（19）                        |
| 2019年 | 義大利 · 圣马力诺   | 西班牙   | 分組賽出局（20）                      |
| 2021年 | 匈牙利 · 斯洛維尼亞 | 德國     | 八強出局（21）                        |
| 2023年 | 羅馬尼亞 ·          | 英格蘭   | 分組賽出局（22）                      |
| 2025年 | 斯洛伐克            |          | 八強出局（23）                        |

^  注解1： 與葡萄牙U21進行附加賽角逐2008年夏季奧林匹克運動會足球比賽參賽權，賽和0-0，互射十二碼4-3獲勝。

## 外部連結
- 歐洲足協U-21網站 （页面存档备份，存于）
- RSSSF：歐青盃全紀錄 （页面存档备份，存于）